# 최다빈
최다빈(崔多彬, 2000년 1월 19일~)은 대한민국의 전 피겨스케이팅 선수이다. 다섯 번의 한국 피겨 종합 선수권에서 은메달 세 개와 동메달 두 개를 차지했다. 2015-2016 주니어 피겨 그랑프리 대회에서 모두 동메달을 차지하는 성과를 올려 주목을 받았다. 이후 시니어 데뷔 무대인 2016 4대륙 선수권에선 8위, 2017년 대회에선 5위, 2018년 대회에선 4위를 차지하며 꾸준히 순위를 높혔다. 본격적으로 시니어에 데뷔한 2016-2017 시즌엔 초반 부진을 딛고 삿포로에서 열린 2017년 동계 아시안 게임에서 대한민국 선수 최초로 피겨스케이팅 여자 싱글 금메달을 차지하며 우승했고, 이어 열린 2017년 세계 선수권 대회에선 10위(Top10)에 오르며 2018년 동계 올림픽 피겨스케이팅 여자 싱글 티켓 2장을 확보하는 저력을 발휘했다. 평창군에서 열린 2018년 동계 올림픽에서는 김연아 이후 역대 최고 성적인 7위에 올랐다.

## 생애 및 경력

### 선수 생활 초반
2010년 한국종합선수권 여자싱글 노비스 부문에서 은메달을 차지했다. 또한 2012년, 2013년 연속으로 한국종합선수권 여자싱글 시니어 부문에서 동메달을 차지한 기록이 있다.

### 2013–2014 시즌
2013-2014 시즌에 주니어 그랑프리 대회에 데뷔하여 각각의 대회에서 4위(벨라루스)와 5위(멕시코)를 차지했다. 2014년 출전한 주니어 세계 피겨 스케이팅 선수권 대회에서는 개인 기록을 경신하며 종합 6위에 랭크되었다.

### 2014–2015 시즌
2014-2015 시즌에 주니어 그랑프리 대회에 출전하여 각각의 대회에서 4위(프랑스)와 5위(일본)을 차지했다. 이후 2015년 목동에서 열린 한국피겨종합선수권에선 박소연에 이어 당당히 2위를 차지했다. 또한 시즌의 마지막 대회인 2015 주니어 세계 피겨 스케이팅 선수권 대회에서 또 한 번 Top10에 랭크되는 성과를 보였다. (종합 9위)

### 2015–2016 시즌
2015-2016 시즌에 마지막으로 주니어 그랑프리 대회에 출전한 최다빈은 생애 처음으로 모두 메달을 따내는 성과를 보였다. 처음 출전한 라트비아 리가 그랑프리에서 3위, 이어 출전한 오스트리아 린츠 그랑프리에서 역시 3위를 차지했다. 특히 4차 대회는 주니어 세계선수권에서 두각을 나타낼만한 선수가 많아 메달 입성이 사실상 어렵다는 평가를 받았으나 무너지지 않는 멘탈과 정신력, 안정적인 기술을 바탕으로 동메달을 차지했다. 시니어 첫 데뷔 무대에선 극심한 긴장감으로 8위(탈린 트로피)를 차지했으나 회장배 랭킹전에서 다시 1위를 차지하며 자신감을 높였고 2016 4대륙 선수권 대회에서 8위, 그리고 2016 세계 피겨 스케이팅 선수권 대회(보스턴)에서 14위를 차지하며 시즌을 마무리했다.

### 2016–2017 시즌
시니어 그랑프리에 처음으로 초대받은 최다빈은 2차 대회인 스케이트 캐나다에서 선전했으나 종합 7위에 머물렀고 6차 대회인 NHK 트로피에서는 더 저조한 성적을 거두며 종합 9위에 그쳤다. 이후 랭킹전에선 박소연에 이어 5위를 차지하며 아쉽게 2017 삿포로 동계 아시안게임 티켓을 놓쳤다. 또한 2017 한국피겨종합선수권에서도 동료 선수인 김나현에 밀려 종합 4위를 차지해 메달 획득 및 피겨 세계선수권 티켓 역시 놓치고 말았다. 시즌 초중반 잇따른 악재로 실망감에 휩싸여 있었지만 특유의 강한 정신력으로 절치부심하여 이어 출전한 동계체전 고등부 피겨 여자싱글 1위를 차지했다.
최다빈은 4대륙 선수권을 앞두고 쇼트프로그램 음악 변경이라는 초강수를 두었는데, 기존의 음악 '맘보'를 스티븐 유니버스 ost 'It's over, isn't it?'과 '라라랜드 ost 中 Someone in the crowd'로 바꾸고 경기에 출전했다. 그 결과 4대륙 쇼트에서 자신의 개인 최고점을 경신(61.62)하는 성과를 보였고, '닥터 지바고'에 맞춰 선보인 프리 경기에서도 약간의 실수가 있었음에도 불구하고 역시 개인 최고점(120.79)을 내며 종합 점수 기록도 갈아치웠다. (182.41) 특히나 이때 프리스케이팅의 기록은 김연아 선수 이후 대한민국 피겨 선수 프리스케이팅 최고점이기도 했다.
박소연의 부상으로 2017년 동계 아시안 게임 피겨스케이팅 여자 싱글에 대체 출전했다. 쇼트프로그램은 개인 최고에 조금 못 미치는 61.30을 받았으나 클린했고, 프리스케이팅에서는 트리플 살코의 언더 판정을 제외하곤 모두 완벽한 경기를 선보여 프리 기록 126.24점 합계 187.54라는 개인 최고 기록을 또 한 번 경신했다. 또한 대한민국 여자 피겨 선수 최초로 동계 아시안게임 피겨스케이팅 여자 싱글에서 우승한 선수가 되었다. 이 대회 최고 기록을 가지고 있던 선수는 2011년 동계 아시안 게임에서 곽민정이 동메달을 딴 것이다.
이어 김나현의 부상이 심해져 또 한번 대체 출전하게 된 2017 세계 피겨 스케이팅 선수권 대회(헬싱키)에선 쇼트에서 클린 연기를 선보여 62.66을 받았고 또 한번 쇼트 개인 최고를 경신했다. 쇼트 11위로 한 순위만 끌어올리면 올림픽 티켓 2장을 확보하는 상황에서 프리 클린으로 128.45를 받아 프리 역시 개인 최고를 경신하였으며 종합 191.11을 기록해 종합 점수도 갈아치움과 동시에 김연아 이후 프리, 종합 점수 최고기록을 가지게 되었다. 그리고 중요했던 종합 순위에서 당당히 10위를 차지해 올림픽 여자싱글 티켓 2장을 가져오는 굉장한 성과를 거두었다.

### 2017-2018 시즌
올림픽 시즌 시작 전 부츠 문제와 모친상을 당한 최다빈은 어려운 상황에도 불구하고 <피겨 1차 올림픽 국가대표 선발전>에 참여했다. 프로그램 구성은 다소 낮췄으나 자신이 할 수 있는 모든 것을 발휘, 쇼트와 프리에서 모두 1위를 차지했고 1차 올림픽 국가대표 선발전에서 우승을 차지했다. 8월 초 예정되어있던 <아시안 트로피>에는 출전 직전 기권하였으며 그랑프리 전 챌린저 대회로 출전한 첫 대회 <온드라이 네펠라 메모리얼>에선 종합 4위를 기록, 두 번째 출전한 <핀란디아 트로피>에선 종합 9위를 차지하며 다소 부진한 출발을 알렸다. 올림픽 시즌 첫 그랑프리 대회인 중국 대회(<컵 오브 차이나>)에 출전해선 총점 165.99점으로 종합 9위를 차지했다. 6차 대회인 <스케이트 아메리카> 대회 출전도 예정되어 있었으나 <피겨 2차 올림픽 국가대표 선발전>과 불과 1주 밖에 차이가 안나는 무리한 일정으로 인해 미국 대회는 출전 직전 기권했다. 12월 초 출전한 <피겨 2차 올림픽 국가대표 선발전>에선 쇼트에서 좋은 모습을 보여주어 국내 비공인 개인 최고점을 올렸으나, 프리에서는 잦은 실수를 범해 8위로 추락 종합 4위로 경기를 마무리했다. 1월 5일부터 7일까지 열린 제 72회 <한국피겨종합선수권>에선 쇼트에서 64.11점을 받아 4위, 프리에서 126.01점을 받아 2위에 오르며 종합 2위를 차지해 은메달을 목에 걸었고 1,2,3차 총합 540.28점으로 평창행 올림픽 티켓을 1위로 따내면서 당당히 올림픽 출전권을 거머쥐게 되었다. 올림픽 출전 직전 프로그램 점검 차 출전한 피겨 4대륙 선수권 대회에선, 쇼트 5위와 프리 4위, 종합 4위(190.23)에 랭크되며 자신의 4대륙 최고 성적을 갈아치웠다. 또한 종합 점수는 개인 최고점에 불과 0.8정도 모자란 성적이었다. 4대륙에서 자신감을 얻고 출전한 올림픽에선 단체전 무대에서 65.73을 받아 쇼트 개인 최고 기록을 경신했다. 이어진 개인전 여자 싱글에서 불과 열흘만에 67.77로 다시 한 번 개인 최고를 갈아치우며 전체 30명의 선수 중 8위에 올랐다. 이어진 프리스케이팅에선 131.49를 받아 개인 최고점을 3.05점 끌어 올렸고 개인 최고 점수는 무려 8.15점 높인 199.26으로 대회를 마무리했다. 쇼트와 프리에선 각각 8위에 올랐지만 종합 점수에서 7위에 오르며 김연아 이후 대한민국 선수 최고 등수를 마크했다. 한 달 후 열린 피겨 세계선수권에선 무너진 부츠로 인해 쇼트 21위로 부진했고, 공식연습 중 발목 부상이 염려되어 결국 프리스케이팅에는 기권했다. 하지만 올림픽과 세계선수권 무대 2장의 티켓을 가져온 장본인이고, 김연아 이후 ISU 공인 최고점수와 올림픽 최고 순위(7위)를 마크하는 등 대한민국 피겨 국가대표로서 활약한 점은 이번 시즌의 가장 큰 성과였다.

### 2018-2019 시즌
8월 1일, 소속사를 통해 쇼트프로그램은 영화 에비타의 OST <Don't cry for me Argentina>로, 프리스케이팅은 비제의 오페라 카르멘으로 선곡했음을 밝혔다. 9월 중순 온드레이 네펠라 트로피에 출전할 예정이고, 전후 사정에 따라 다른 한 개의 챌린저 대회도 나갈 수 있음을 시사했다. 올 시즌 그랑프리 두 개 대회에 초청 받았다. 첫 대회는 2차 <스케이트 캐나다>이며, 두 번째 대회는 4차 <NHK 트로피>이다. 두 대회는 시니어 첫 데뷔 시즌에 나간 적이 있었으며 각각 7위와 9위를 한 경험이 있다. 하지만 부츠 문제로 두 그랑프리 대회들을 모두 기권했다.

### 2019-2020 시즌
전 시즌 부츠 문제를 어느 정도 해결하고 출전한듯한 네벨혼 트로피. 쇼트 8위, 프리 7위로 종합 7위를 차지했다.

### 2021-2022 시즌
루체른 유니버시아드에 나설 계획이었으나, 코로나19의 여파로 대회가 취소됐다.
2022년 2월 말에 열리는 동계체전을 끝으로 현역 은퇴를 선언했다가, 은퇴를 번복했다.
2025년 동계체전을 끝으로 현역 생활을 마감했다.

## 출신 학교
- 서울방배초등학교
- 강일중학교
- 수리고등학교
- 고려대학교 세종캠퍼스 국제스포츠학부 (18학번)

## 프로그램
| 시즌      | 쇼트프로그램 | 프리스케이팅 | 갈라 |
| --------- | --- | --- | --- |
| 2019-2020 | ! | | |
| 2018-2019 | - Don't cry for me Argentina (Vocal.Madonna) (from 에비타) choreo. by 미야모토 겐지 | - 오페라 카르멘 by 조르주 비제 choreo. by 미야모토 겐지 | - Sparkling Diamonds (from 물랑루즈) choreo. by 미야모토 겐지 - 영화 대부&여인의 향기 ost (with.이준형) choreo. by 미야모토 겐지                                                                                    |
| 2017–2018 | - Papa, Can you hear me? (from 옌틀) choreo. by 미야모토 겐지 | - 닥터 지바고 by 모리스 자레 choreo. by 파스퀘일 카멜렝고 - 집시의 노래 by 안토닌 드보르작 choreo. by 데이비드 윌슨 - 웨스트 사이드 스토리 by 레너드 번스타인 choreo. by 니키타 미하일로프 | - 정선 아리랑 랩소디 choreo. by 이준형 - It's Over, Isn't It? (from 스티븐 유니버스) performed by 디디 마그노 - Someone in the Crowd (from 라라랜드) by 저스틴 휴이츠 choreo. by 나카지마 테츠야, 파스퀘일 카멜렝고 |
| 2016–2017 | - It's Over, Isn't It? (from 스티븐 유니버스) performed by 디디 마그노 - Someone in the Crowd (from 라라랜드) by 저스틴 휴이츠 choreo. by 나카지마 테츠야, 파스퀘일 카멜렝고 - Qué rico el mambo(맘보) by 페레즈 프라도 choreo. by 파스퀘일 카멜렝고 | - 닥터 지바고 by 모리스 자레 choreo. by 파스퀘일 카멜렝고 | - 캔디맨 by 크리스티나 아길레라 |
| 2015–2016 | - Mama, I'm a Big Girl Now (from 헤어스프레이) by 마크 셰이만 choreo. by 파스퀘일 카멜렝고 | - 레 미제라블 by 클로드 미셸 숀베르그 performed by 본마우스 심포니 오케스트라 choreo. by 파스퀘일 카멜렝고                                                                                 | |
| 2014–2015 | - 부에노스아이레스의 겨울(Invierno Porteno) by 아스토르 피아졸라 | - 쇼팽의 안단테 스피아나토와 폴로네이즈 22번 by 프레드릭 쇼팽 | |
| 2013–2014 | - 칼린카 by 이반 라리오노브 | - 코펠리아 by 레오 딜리베 | - 다이아몬드는 소녀의 가장 친한 친구 (from 물랑루즈) performed by 니콜 키드먼 |
| 2012–2013 | - 애니 by 찰스 스트라우스 | - 스트라우스의 왈츠 by 요한 스트라우스 | |
| 2011–2012 | - Sing, Sing, Sing by 루이스 프리마 | | |

## 경기기록
GP: ISU 시니어 그랑프리; CS: ISU 챌린저 시리즈; JGP: ISU 주니어 그랑프리

### 2011–19 대회 기록
| International                                                         | International | International | International | International | International | International | International | International |
| Event                                                                 | 11–12         | 12–13         | 13–14         | 14–15         | 15–16         | 16–17         | 17–18         | 18–19         |
| --------------------------------------------------------------------- | ------------- | ------------- | ------------- | ------------- | ------------- | ------------- | ------------- | ------------- |
| 동계 올림픽                                                           |               |               |               |               |               |               | 7             |               |
| 세계 피겨 스케이팅 선수권 대회                                        |               |               |               |               | 14            | 10            | 37            |               |
| 4대륙 선수권                                                          |               |               |               |               | 8             | 5             | 4             |               |
| GP 컵 오브 차이나                                                     |               |               |               |               |               |               | 9             |               |
| GP 스케이트 캐나다                                                    |               |               |               |               |               | 7             |               |               |
| GP NHK 트로피                                                         |               |               |               |               |               | 9             |               |               |
| CS 핀란디아 트로피                                                    |               |               |               |               |               |               | 9             |               |
| CS 네펠라 메모리얼                                                    |               |               |               |               |               | 4             | 4             |               |
| CS 탈린 트로피                                                        |               |               |               |               | 8             |               |               |               |
| CS U.S 인터내셔널 클래식                                              |               |               |               |               |               | 4             |               |               |
| 동계 아시안 게임                                                      |               |               |               |               |               | 1             |               |               |
| 아시안 트로피                                                         |               |               |               |               |               | 2             |               |               |
| International: Junior, Novice                                         |               |               |               |               |               |               |               |               |
| 주니어 세계 피겨 스케이팅 선수권 대회                                 |               |               | 6             | 9             |               |               |               |               |
| JGP 오스트리아 주니어 그랑프리                                        |               |               |               |               | 3             |               |               |               |
| JGP 벨라루스 주니어 그랑프리                                          |               |               | 4             |               |               |               |               |               |
| JGP 프랑스 주니어 그랑프리                                            |               |               |               | 5             |               |               |               |               |
| JGP 일본 주니어 그랑프리                                              |               |               |               | 4             |               |               |               |               |
| JGP 라트비아 주니어 그랑프리                                          |               |               |               |               | 3             |               |               |               |
| JGP 멕시코 주니어 그랑프리                                            |               |               | 5             |               |               |               |               |               |
| 아시안 트로피(주니어/노비스)                                          | 1 N           | 1 N           | 3 J           | 2 J           |               |               |               |               |
| 트리글라브 트로피                                                     |               |               |               | 1 J           |               |               |               |               |
| National                                                              |               |               |               |               |               |               |               |               |
| 한국피겨종합선수권                                                    | 3             | 3             | 4             | 2             | 2             | 4             | 2             |               |
| TBD = Assigned; WD = Withdrew Levels: J = Junior; N = Advanced novice |               |               |               |               |               |               |               |               |

### 2007–08부터 2010–11 대회기록
| National                          | National | National | National | National |
| Event                             | 2007–08  | 2008–09  | 2009–10  | 2010–11  |
| --------------------------------- | -------- | -------- | -------- | -------- |
| 한국피겨종합선수권(주니어/노비스) | 16 N     | 8 N      | 2 N      | 12 J     |
| Levels: J = Junior; N = Novice    |          |          |          |          |

## 세부 경기 결과

### 시니어 대회
| 2018-2019 시즌           |                                                                    |          |             |             |
| 날짜                     | 경기                                                               | SP       | FS          | 총점        |
| 2019년 2월 4일-10일      | 2019 피겨 스케이팅 4대륙 선수권 대회 (미국, 캘리포니아주 애너하임) |          |             |             |
| 2019년 1월 11일-13일     | 2019 제 73회 한국 피겨스케이팅 선수권 대회 (대한민국, 서울)        |          |             |             |
| 2018년 11월 9일-11일     | 2018 NHK 트로피 (일본, 히로시마)                                   |          |             |             |
| 2018년 10월 26일-28일    | 2018 스케이트 캐나다 (캐나다, 퀘벡 주 라발)                        |          |             |             |
| 2019년 9월 19일-22일     | 2018 CS 온드레이 네펠라 트로피 (슬로바키아, 브라티슬라바)          |          |             |             |
| 2017-2018 시즌           |                                                                    |          |             |             |
| 날짜                     | 경기                                                               | SP       | FS          | 총점        |
| 2018년 3월 19일-25일     | 2018 세계 피겨 스케이팅 선수권 대회 (이탈리아, 밀라노)             | 21 55.30 | 기권        | 37 55.30    |
| 2018년 2월 21일-23일     | 동계 올림픽 (대한민국, 강릉)                                       | 8 67.77  | 8 131.49    | 7 199.26    |
| 2018년 2월 9일-12일      | 동계 올림픽 팀 이벤트 (대한민국, 강릉)                             | 6 65.73  | 쇼트만 수행 | 쇼트만 수행 |
| 2018년 1월 22일-27일     | 2018 피겨 스케이팅 4대륙 선수권 대회 (중화민국, 타이베이)          | 5 62.30  | 4 127.93    | 4 190.23    |
| 2018년 1월 5일-7일       | 2018 제 72회 한국 피겨스케이팅 선수권 대회 (대한민국, 서울)        | 4 64.11  | 2 126.01    | 2 190.12    |
| 2017년 12월 1일-3일      | 2017 피겨스케이팅 올림픽 국가대표 2차 선발전                       | 2 65.52  | 8 102.85    | 4 168.37    |
| 2017년 11월 3일-5일      | 2017 컵 오브 차이나 (중국, 베이징)                                 | 9 53.90  | 9 112.09    | 9 165.99    |
| 2017년 10월 6일-8일      | 2017 CS 핀란디아 트로피 (핀란드, 에스포)                           | 10 52.06 | 9 106.47    | 9 158.53    |
| 2017년 9월 21일-23일     | 2017 CS 온드레이 네펠라 메모리얼 (슬로바키아, 브라티슬라바)        | 4 56.62  | 3 122.31    | 4 178.93    |
| 2017년 6월 28일-30일     | 2017 피겨스케이팅 올림픽 국가대표 1차 선발전 (대한민국, 서울)      | 1 63.04  | 1 118.75    | 1 181.79    |
| 2016-2017 시즌           |                                                                    |          |             |             |
| 날짜                     | 경기                                                               | SP       | FS          | 총점        |
| 2017년 3월 27일-4월 2일  | 2017 세계 피겨 스케이팅 선수권 대회 (핀란드, 헬싱키)               | 11 62.66 | 7 128.45    | 10 191.11   |
| 2017년 2월 23일-26일     | 2017 동계 아시안게임 (일본, 삿포로)                                | 1 61.30  | 1 126.24    | 1 187.54    |
| 2017년 2월 15일-19일     | 2017 피겨 스케이팅 4대륙 선수권 대회 (대한민국, 강릉)              | 6 61.62  | 4 120.79    | 5 182.41    |
| 2017년 1월 6일-8일       | 2017 제 71회 한국 피겨스케이팅 선수권 대회 (대한민국, 강릉)        | 4 60.19  | 3 121.29    | 4 181.48    |
| 2016년 11월 25일-27일    | 2016 NHK 트로피 (일본, 삿포로)                                     | 11 51.06 | 9 114.57    | 9 165.63    |
| 2016년 10월 28일-30일    | 2016 스케이트 캐나다 (캐나다, 미시소거)                            | 8 53.29  | 6 112.49    | 7 165.78    |
| 2016년 9월 28일-10월 2일 | 2016 CS 온드레이 네펠라 메모리얼 (슬로바키아, 브라티슬라바)        | 10 48.01 | 2 112.61    | 4 160.62    |
| 2016년 9월 14일-16일     | 2016 CS U.S. 인터내셔널 피겨스케이팅 클래식 (미국, 솔트레이크시티) | 3 58.70  | 5 94.29     | 4 152.99    |
| 2016년 8월 4일-7일       | 2016 아시안 피겨 스케이팅 트로피 (필리핀, 마닐라)                  | 2 51.71  | 1 108.56    | 2 160.27    |
| 2015–2016 시즌           |                                                                    |          |             |             |
| 날짜                     | 경기                                                               | SP       | FS          | 총점        |
| 2016년 3월 28일-4월 3일  | 2016 세계 피겨 스케이팅 선수권 대회 (미국, 보스턴)                 | 16 56.02 | 15 103.90   | 14 159.92   |
| 2016년 2월 16일-21일     | 2016 피겨 스케이팅 4대륙 선수권 대회 (중화민국, 타이베이)          | 10 56.79 | 6 116.92    | 8 173.71    |
| 2016년 1월 8일-10일      | 2016 제 70회 한국 피겨스케이팅 선수권 대회 (대한민국, 서울)        | 2 60.32  | 2 116.97    | 2 177.29    |
| 2015년 11월 17일-22일    | 2015 CS 탈린 트로피 (에스토니아, 탈린)                             | 13 43.74 | 7 102.18    | 8 145.92    |

### 주니어/시니어 대회
| 2015–2016 시즌       |                                                               |               |          |          |          |
| 날짜                 | 경기                                                          | 주니어/시니어 | SP       | FS       | 총점     |
| 2015년 9월 9일-13일  | 2015-2016 주니어 피겨 그랑프리 (오스트리아, 린츠)             | 주니어        | 4 57.27  | 3 115.11 | 3 172.38 |
| 2015년 8월 26일-30일 | 2015-2016 주니어 피겨 그랑프리 (라트비아, 리가)               | 주니어        | 4 57.21  | 3 111.08 | 3 168.29 |
| 2014-2015 시즌       |                                                               |               |          |          |          |
| 날짜                 | 경기                                                          | 주니어/시니어 | SP       | FS       | 총점     |
| 2015년 4월 15일-19일 | 2015 트리글라브 트로피 (슬로베니아, 예세니체)                 | 주니어        | 1 56.61  | 1 109.39 | 1 166.00 |
| 2015년 3월 2일-8일   | 2015 주니어 세계 피겨 스케이팅 선수권 대회 (에스토니아, 탈린) | 주니어        | 9 54.32  | 9 102.06 | 9 156.38 |
| 2015년 1월 7일-9일   | 2015 제 69회 한국 피겨스케이팅 선수권 대회 (대한민국, 서울)   | 시니어        | 2 54.04  | 2 106.76 | 2 160.80 |
| 2014년 9월 17일-21일 | 2014-2015 주니어 피겨 그랑프리 (일본, 나고야)                 | 주니어        | 7 52.66  | 3 105.94 | 4 158.60 |
| 2014년 8월 20일-24일 | 2014-2015 주니어 피겨 그랑프리 (프랑스, 쿠르쉐벨)             | 주니어        | 7 46.04  | 5 91.47  | 5 137.51 |
| 2014년 8월 6일-10일  | 2014 아시안 피겨 스케이팅 트로피 (중화민국, 타이베이)         | 주니어        | 3 55.55  | 2 101.40 | 2 156.95 |
| 2013–2014 시즌       |                                                               |               |          |          |          |
| 날짜                 | 경기                                                          | 주니어/시니어 | SP       | FS       | 총점     |
| 2014년 3월 10일-16일 | 2014 주니어 세계 피겨 스케이팅 선수권 대회 (불가리아, 소피아) | 주니어        | 9 53.69  | 6 108.66 | 6 162.35 |
| 2014년 1월 3일-5일   | 2014 제 68회 한국 피겨스케이팅 선수권 대회 (대한민국, 고양)   | 시니어        | 10 50.38 | 3 108.26 | 4 158.64 |
| 2013년 9월 25일-29일 | 2013-2014 주니어 피겨 그랑프리 (벨라루스, 민스크)             | 주니어        | 11 45.18 | 2 98.51  | 4 143.69 |
| 2013년 9월 4일-8일   | 2013-2014 주니어 피겨 그랑프리 (멕시코, 멕시코시티)           | 주니어        | 7 47.48  | 5 94.75  | 5 142.23 |
| 2013년 8월 8일-11일  | 2013 아시안 피겨 스케이팅 트로피 (태국, 방콕)                 | 주니어        | 3 48.68  | 3 92.40  | 3 141.08 |
| 2012–2013 시즌       |                                                               |               |          |          |          |
| 날짜                 | 경기                                                          | 노비스/시니어 | SP       | FS       | 총점     |
| 2013년 1월 4일-6일   | 2013 제 67회 한국 피겨스케이팅 선수권 대회 (대한민국, 서울}   | 시니어        | 2 53.21  | 3 99.88  | 3 153.09 |
| 2012년 8월 7일-12일  | 2012 아시안 피겨 스케이팅 트로피 (중화민국, 타이베이)         | 노비스        | 2 42.52  | 1 70.29  | 1 112.81 |
| 2011–2012 시즌       |                                                               |               |          |          |          |
| 날짜                 | 경기                                                          | 노비스/시니어 | SP       | FS       | 총점     |
| 2012년 1월 14일-16일 | 2012 제 66회 한국 피겨스케이팅 선수권 대회 (대한민국, 서울)   | 시니어        | 4 44.20  | 2 97.26  | 3 141.46 |
| 2011년 8월 22일-26일 | 2011 아시안 피겨 스케이팅 트로피 (중국, 광동성 동관)          | 노비스        | 1 39.50  | 3 48.70  | 1 88.20  |

- 개인최고점 bold.